# Susanne Nyberg
Pour les articles homonymes, voir Nyberg.
 Susanne Nyberg , née le 5 août 1961 à Gudmundrå, est une joueuse de squash représentant la Suède. Elle est championne de Suède en 1990.

## Biographie
Susanne Nyberg était une junior très enthousiaste, mais après la déception des championnats du monde junior 1980, elle met un terme à sa carrière et ne touche pas les raquettes pendant deux ans. Elle revient ensuite au jeu et devient championne de Suède en 1990. Elle participe à deux championnats du monde en 1987 et 1990.
Elle fait sa reconversion professionnelle comme agent dans une agence de voyages.

## Palmarès

### Titres
- Championnats de Suède : 1990